# Memecylon bretelerianum
Memecylon bretelerianum är en tvåhjärtbladig växtart som beskrevs av Jacq.-fel.. Memecylon bretelerianum ingår i släktet Memecylon och familjen Melastomataceae. Inga underarter finns listade i Catalogue of Life.